# Hippopsis tuberculata
Hippopsis tuberculata là một loài bọ cánh cứng trong họ Cerambycidae.